# ブイル湖
座標: 北緯47度53分44秒 東経117度50分08秒 / 北緯47.89556度 東経117.83556度

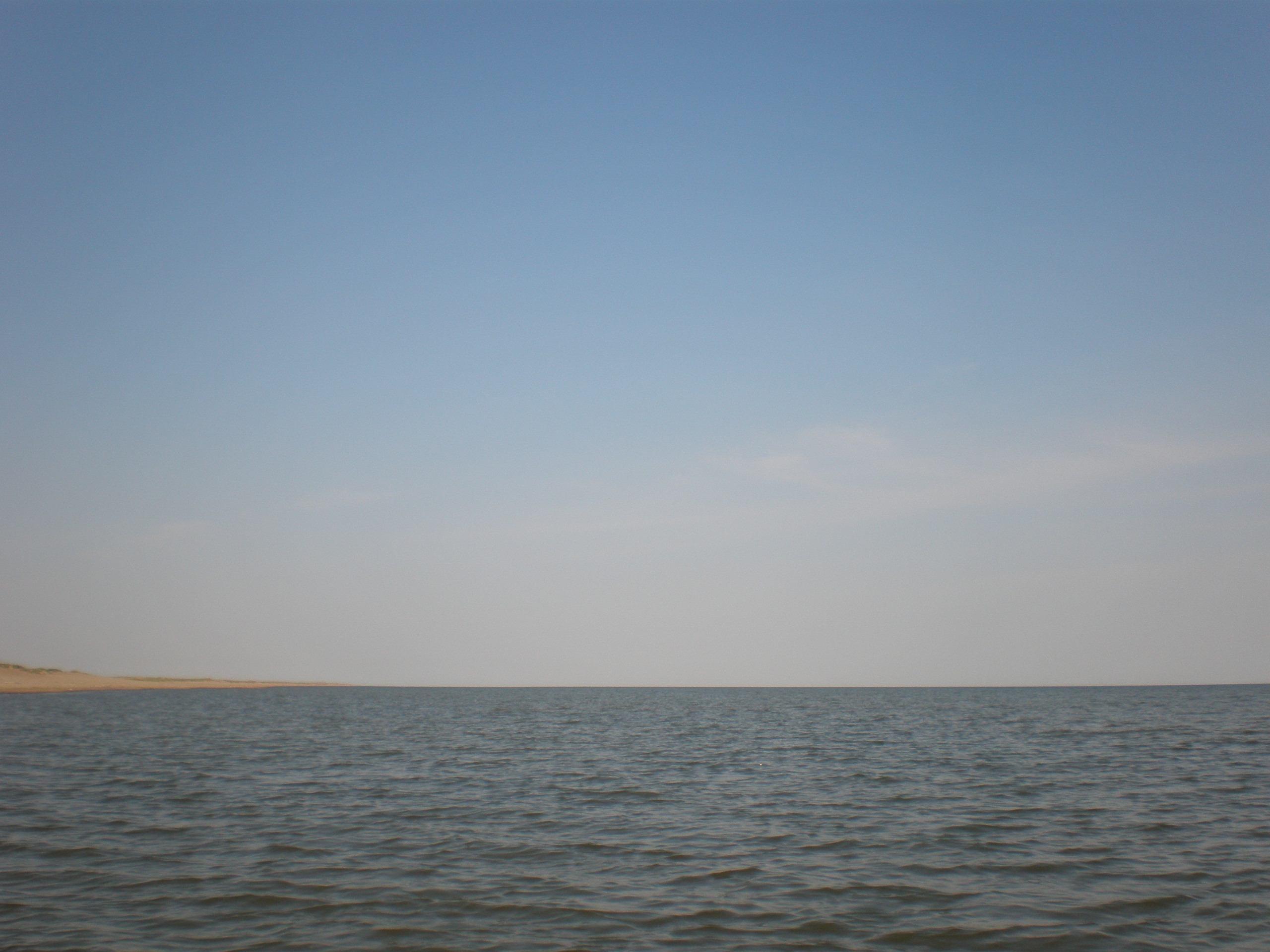
ブイル湖（モンゴル・ドルノド県ハルハゴル郡）

ブイル湖（ブイル-こ、ボイル湖、Lake Buir）は、モンゴル国東部ドルノド県 と中華人民共和国内モンゴル自治区北東部フルンボイル市（ホロンバイル市）の国境にある大きな淡水湖。
モンゴル語でブイル・ノール（Буйр нуур、Buir Nuur、ブイル・ヌール、ボイル・ノール）、中国語で貝爾湖（簡体字: 贝尔湖、繁体字: 貝爾湖、拼音: Bèiĕr hú）ともいう。『元朝秘史』には「ブユル・ナウル」捕魚児納浯児 Buyur Na'ur と書かれ、『集史』においても بوير ناؤور Būyir Nā'uūr と表れており、明代には「捕魚兒海」、清代には「貝雨爾湖」とも呼ばれた。ブイル・ノールの「ブイル」は「オスのカワウソ」を意味し、カワウソが多く棲んでいたことからきている。
面積は615平方キロメートル。大部分はモンゴル国に属するが、北西部の40平方キロメートルほどが中国に属している。ステップ地域にあり、モウコガゼルおよび236種以上の鳥類の生息地として2004年にラムサール条約登録地となった。
平均水深は8メートル前後。南東から中国・モンゴル国境を流れてきたハルハ川（哈拉哈河）が湖の北西角へ流入し、その少し北からは烏爾遜河（モンゴル語: Орчун гол）が流出してフルン湖（フルン・ノール、呼倫湖）に入っている。ブイル湖はブイル・ノール窪地に位置し近くのフルン湖とともにフルンボイル（ホロンバイル）草原の一部となっている。
『元朝秘史』においても「ブユル湖とコレン（フルン）湖」と隣接するフルン湖とともに両湖が並んで述べられており、12世紀末頃にはフルンボイル地方はモンゴル高原東部で勢力を誇ったタタル部族の根拠地としても言及されている。12世紀末から13世紀初頭において、後のチンギス・カンことテムジンがモンゴル高原東部の諸部族に勢力を拡大していた時期には、大興安嶺西麓を根拠地としていたカタキン、サウジウト、コンギラトなどの諸部族を平定する拠点としてもしばしば言及されている。モンゴル高原統一後、大興安嶺西麓にはチンギス・カンの諸弟たちのウルスが分封されているが、フルンボイル地方はこのうちテムゲ・オッチギンとその一族が領有していたとする説が現在有力視されている。明の初期、藍玉率いる明軍が北元のトグス・テムルの軍を潰走させ、多くの捕虜を得ている。